# Чернобаево (Смоленская область)
Чернобаево — деревня в Вяземском районе Смоленской области России. Входит в состав Каснянского сельского поселения. 
Расположена в восточной части области в 15 км к северу от Вязьмы, в 5 км восточнее автодороги Р134 «Старая Смоленская дорога» Смоленск — Дорогобуж — Вязьма — Зубцов, на берегу реки Касня. В 2 км южнее деревни расположена железнодорожная станция Меркучево на линии Вязьма — Ржев. 

## История
В годы Великой Отечественной войны деревня была оккупирована гитлеровскими войсками в октябре 1941 года, освобождена в марте 1943 года.